# Rasensportclub Straßburg 1942-1943
Questa voce raccoglie le informazioni riguardanti il Rasensportclub Straßburg nelle competizioni ufficiali della stagione 1942-1943.

## Stagione
In apertura di stagione lo Strasburgo ebbe per la prima volta accesso alla Tschammerpokal, venendo immediatamente eliminato dal Mulhouse. Sempre contro il Mulhouse la squadra lottò per il primo posto nel campionato regionale, concludendo in vetta a pari merito con il FCM; la successiva sconfitta nello spareggio impedì allo Strasburgo di qualificarsi in Gauliga.

## Rosa
| N. |                           | Ruolo | Calciatore          |
| -- | ------------------------- | ----- | ------------------- |
|    | Germania (bandiera)       | P     | Marcel Lergenmuller |
|    | Germania (bandiera)       | D     | Paul Guebhardt      |
|    | Germania (bandiera)       | D     | Alphonse Lohr       |
|    | Germania (bandiera)       | D     | Édouard Meyer       |
|    | non conosciuta (bandiera) | D     | Monnel              |
|    | Germania (bandiera)       | A     | Anfred              |

| N. |                     | Ruolo | Calciatore      |
| -- | ------------------- | ----- | --------------- |
|    | Germania (bandiera) | A     | Édouard Gardon  |
|    | Germania (bandiera) | A     | Franz Gruber    |
|    | Germania (bandiera) | A     | Oscar Heisserer |
|    | Germania (bandiera) | A     | R. Heisserer    |
|    | Germania (bandiera) | A     | Gérard Schaaf   |

## Risultati

### Gauliga Elsaß

#### Spareggio
|  | Mulhouse | 1 – 0 | Strasburgo |  |

### Tschammerpokal
| Arbitro: | Schubert |

|                       |           |                  |
| Kauffmann 8’ Korb 30’ | Marcatori | 36’ O. Heisserer |